# Salih Kalyon
Salih Kalyon (Ağrı, 2 de febrer de 1946) és un actor turc de teatre, cinema i televisió. Va iniciar la seva carrera com a actor de teatre el 1964.
Kalyon va estar casat amb İnci Kalyon per 47 anys, a qui perdeix el 2018. Té una fil·la, Ekin Kalyon.